# Ryan Gardner
Ryan Gardner (* 18. April 1978 in Akron, Ontario) ist ein ehemaliger schweizerisch-kanadischer Eishockeyspieler, der in der National League A beim HC Lugano, bei Fribourg-Gottéron, beim SC Bern, bei den ZSC Lions sowie beim HC Ambrì-Piotta spielte. Er wurde viermal Schweizer Meister und gewann 2013 mit der Nationalmannschaft WM-Silber.

## Karriere
Da sein Vater Dave Gardner in den 1980er-Jahren in der Schweiz beim HC Ambrì-Piotta und EHC Visp spielte, löste er die erste Spielerlizenz für seinen Sohn Ryan in der Schweiz. Dieser begann seine Karriere als Eishockeyspieler in der Ontario Hockey League, in der er von 1995 bis 1997 jeweils eine Spielzeit lang für die London Knights und die North Bay Centennials aktiv war.
Anschliessend wechselte der Angreifer zum HC Ambrì-Piotta aus der Schweizer Nationalliga A, mit dem er 1998 und 1999 jeweils den IIHF Continental Cup gewann, sowie 1999 Schweizer Vizemeister wurde. Im Sommer 2001 wechselte Gardner zu deren Kantonsrivalen HC Lugano, mit dem er 2003 erstmals Schweizer Meister wurde. Diesen Erfolg konnte er in der Saison 2005/06 mit seiner Mannschaft wiederholen. Auf europäischer Ebene erreichte Gardner mit Lugano in den Jahren 2003 und 2004 jeweils den dritten Platz im IIHF Continental Cup. 2007 erhielt Gardner einen Vertrag bei den ZSC Lions, mit denen er in der Saison 2007/08 Meister wurde und 2009 die erstmals ausgetragene Champions Hockey League gewann. Seit Sommer 2008 besitzt er neben der kanadischen auch die schweizerische Staatsbürgerschaft. Im Herbst 2009 wurde bekannt, dass Ryan Gardner zum SC Bern wechseln wird. Er unterzeichnete beim Berner Traditionsverein einen Vertrag über vier Jahre. Mit dem Wechsel zum SC Bern im Jahr 2010 avancierte Ryan Gardner zu einem der bestbezahlten Eishockeyspieler der Schweiz. Gemäss Schweizer Sportmedien verdient Gardner beim SC Bern pro Jahr 840`000 CHF brutto. In seiner ersten Saison beim SC Bern scheiterte er mit seinem neuen Club im Halbfinale an den Kloten Flyers. Im folgenden Spieljahr der Saison 2011/12 erreichte Gardner mit seinem Team den Final und wurde Vizemeister. Im entscheidenden siebten Spiel der Finalserie unterlagen die Mutzen den ZSC Lions mit 1:2.
2013 gewann er denn seinen ersten Schweizer Meistertitel mit dem SC Bern, 2015 folgte der Gewinn des Swiss Ice Hockey Cup 2014/15. Im April 2015 einigte sich der SCB mit Fribourg-Gottéron auf einen Spielertausch, der Timo Helbling nach Bern und Ryan Gardner im Gegenzug nach Fribourg brachte.
Im April 2016 einigte sich Gardner auf einen Vertrag mit dem HC Lugano, für den er bereits zwischen 2001 und 2007 aktiv gewesen war. Für Lugano spielte er bis zum Ende der Saison 2016/17. Im Februar 2018 gab er das Ende seiner Profilaufbahn bekannt.
Ab Juni 2018 wurde er für die Schweizerischen Profiligen als Beauftragter für die Spielersicherheit tätig.

### International
Für die Schweiz nahm der eingebürgerte Gardner an den Weltmeisterschaften 2009, 2011 und 2013 teil.
Bei der Weltmeisterschaft 2013 in Stockholm und Helsinki war er erneut Teil der Nationalmannschaft und errang mit dieser die Silbermedaille.

## Persönliches
Gardner entstammt einer Eishockey-Familie: Sein Großvater Cal Gardner, sein Vater Dave Gardner und sein Onkel Paul Gardner spielten in der NHL.

## Erfolge und Auszeichnungen
| - 1998 IIHF-Continental-Cup-Gewinn mit dem HC Ambrì-Piotta - 1999 IIHF-Continental-Cup-Gewinn mit dem HC Ambrì-Piotta - 1999 Schweizer Vizemeister mit dem HC Ambrì-Piotta - 2003 Schweizer Meister mit dem HC Lugano - 2003 3. Platz beim IIHF Continental Cup mit dem HC Lugano - 2004 3. Platz beim IIHF Continental Cup mit dem HC Lugano - 2006 Schweizer Meister mit dem HC Lugano | - 2008 Schweizer Meister mit den ZSC Lions - 2009 Champions-Hockey-League-Gewinn mit den ZSC Lions - 2009 Bester Torschütze der Champions Hockey League - 2009 Victoria-Cup-Gewinn mit den ZSC Lions - 2013 Schweizer Meister mit dem SC Bern - 2013 Silbermedaille bei der Weltmeisterschaft - 2015 Schweizer Cupsieger mit dem SC Bern |

## Karrierestatistik

### International
Vertrat die Schweiz bei:
- Weltmeisterschaft 2009
- Weltmeisterschaft 2011
- Weltmeisterschaft 2013
- Olympischen Winterspielen 2014

(Legende zur Spielerstatistik: Sp oder GP = absolvierte Spiele; T oder G = erzielte Tore; V oder A = erzielte Assists; Pkt oder Pts = erzielte Scorerpunkte; SM oder PIM = erhaltene Strafminuten; +/− = Plus/Minus-Bilanz; PP = erzielte Überzahltore; SH = erzielte Unterzahltore; GW = erzielte Siegtore; 1 Play-downs/Relegation; Kursiv: Statistik nicht vollständig)